# Henri Duterte
Adolphe-Henri (dit Henri) Duterte, né à Fyé le 17 janvier 1847 et mort à Alençon le 3 octobre 1887, est un botaniste français.

## Biographie
Henri Duterte est d'abord élève dans une pharmacie d'Alençon, puis entre en 1868 à l'École de pharmacie de Paris. Il fait ensuite son internat à l’Hôpital Necker, où il officie pendant le siège de Paris de 1870. Diplômé en pharmacie en 1871, il rentre s'installer définitivement à Alençon où il ouvre son officine. Atteint d'une maladie de cœur, il vend son affaire en 1880 et ne se consacre plus qu'à la botanique, herborisant intensément. Il constitue un assez important herbier des plantes des environs d'Alençon, et en fait paraître un Catalogue. Son herbier a été donné par sa femme à l'Université Catholique de l'Ouest à Angers en 1896, où il est toujours conservé aujourd'hui. Il se plonge ensuite dans la bryologie et, se sentant faiblir, publie peu de temps avant sa mort ses Notes bryologiques,. Spécialiste de la flore de Basse-Normandie, il a néanmoins aussi réuni une collection de plantes des Pyrénées-Orientales à l'occasion d'un séjour en convalescence en hiver 1885-1886 à Amélie-les-Bains et Collioure,.

## Publications
- (1884) Catalogue des plantes phanérogames et cryptogames semi-vasculaires croissant spontanément à Alençon ou dans un rayon de 20 kilomètres.[2]
- (1887) Notes bryologiques sur Amélie-les-Bains et ses environs.[4]
- (1887) Notes bryologiques sur Alençon et ses environs, ou catalogue des mousses et hépatiques observées à Alençon ou dans un rayon de 20 kilomètres.[5]